# Ermita del Santo
La ermita del Santo es una antigua iglesia, hoy en ruinas, situada en el despoblado zaragozano de Alcañicejo, en el municipio de España de Tosos.

## Descripción
El templo, hoy en ruinas, formó parte de una construcción mayor, siendo probablemente la iglesia de un monasterio del que hoy se conservan escasos restos. La iglesia presenta estructura cisterciense, habiéndose comenzado a construir en mampostería y sillar para continuar en ladrillo a partir de la cabecera, siendo uno de los más tempranos monumentos aragoneses en los que se utilizó el ladrillo como material constructivo, suponiendo un punto de referencia para la posterior creación del arte mudéjar. 
Contó con tres naves de tres tramos y triple ábside semicircular. En la actualidad se conservan únicamente parte de la cabecera y del muro de los pies, donde se sitúa la portada. 
En la cabecera se aprecian los ábsides central y derecho, así como parte del primer tramo de nave derecha y restos del ábside izquierdo. El ábside central cuenta con un tramo recto cubierto con bóveda de cañón apuntado y el tramo semicircular cubierto con bóveda de horno; el ábside derecho se cubre con bóveda de horno reforzada con dos nervios de sillar; el primer tramo de la nave se cubre con bóveda de crucería sencilla de nervios de medio punto, realizada en ladrillo sin aplantillar. La decoración se limita a los capiteles que apean los arcos de los ábsides, utilizando sencillos motivos geométricos y esquematizaciones vegetales. 
La portada está realizada en ladrillo y es abocinada, contando con cinco arquivoltas de medio punto que apean en impostas de piedra decoradas con flores de cuatro hojas; sobre la portada se desarrolla una hilada de ladrillo en esquinilla.

## Catalogación
Por orden de 26 de noviembre de 2002, publicada en el BOA de 13 de diciembre de 2002 del Departamento de Cultura y Turismo, se declara Bien Catalogado del Patrimonio Cultural Aragonés.